# Miguel Monsalve
Miguel Ángel Monsalve González (Medellín, Antioquia; 27 de febrero de 2004) es un futbolista colombiano. Juega como mediocampista ofensivo en Grêmio del Brasileirão Serie A.

## Inicios
Llegó a la Escuela del Independiente Medellín con 4 años, en esa época no aceptaban niños de su edad, pero apenas lo vieron jugar, hicieron una excepción y lo recibieron. Sus buenas actuaciones lo llevaron a ser becado por la Escuela del Independiente Medellín y a competir en todas las categorías, jugando los Torneos Departamentales de la Liga Antioqueña de Fútbol desde la categoría Sub-9.
Con las divisiones menores del Independiente Medellín ha sido campeón de Liga en Sub-10, Sub-14 y Sub-15, del Torneo ASOBDIM Sub-12 y del Torneo Nacional Infantil con la Selección Antioquia. Además de los títulos, ha tenido importantes distinciones individuales, entre ellas: Goleador de la Liga Antioqueña de Fútbol en las categorías Sub-9, Sub-10, Sub-12 y Sub-13. Goleador del Torneo ASOBDIM Sub-11 y Sub-12 y Goleador de la Fiesta Sudamericana de la Juventud de CONMEBOL en Paraguay con la Selección Antioquia. De igual manera, se destacó con el Independiente Medellín en el Torneo Nacional Sub-15 y Sub-17; y el Nacional Sub-20 de clubes que lo disputó en 2018 con apenas 14 años, avanzando hasta Semifinales.

## Características de juego
Es considerado como una de las futuras promesas del Fútbol Profesional Colombiano. Se desempeña en la posición de volante creativo, aunque a veces ha jugado también en la posición de extremo. Es un jugador inteligente, fuerte, con potencia, buena conducción, buenas decisiones, y con mucho gol.

## Independiente Medellín
La primera vez que entrenó con el plantel profesional fue a sus 13 años, allí compartió con grandes referentes del equipo como David González, Mauricio Molina y Juan Fernando Quintero. A los 14 años repitió la experiencia de estar con el profesional haciendo parte de las prácticas en algunos días de la pretemporada y jugando en un partido amistoso contra Leones FC; allí compartió con Germán Cano, Andrés Ricaurte, Didier Moreno, entre otros. Para el segundo semestre de 2020, fue ascendido de manera definitiva al plantel profesional por el entrenador Aldo Bobadilla.

## Selección nacional

#### Participaciones en juveniles
| Competición        | Sede     | Resultado | Partidos | Goles |
| ------------------ | -------- | --------- | -------- | ----- |
| Juegos Odesur 2022 | Asunción | Bronce    | 2        | 3     |

#### Goles internacionales
| # | Fecha                | Lugar                               | Rival     | Gol   | Resultado | Competición        |
| - | -------------------- | ----------------------------------- | --------- | ----- | --------- | ------------------ |
| 1 | 6 de octubre de 2022 | Complejo de fútbol, Luque, Paraguay | Argentina | 1 - 0 | 2 - 0     | Juegos Odesur 2022 |
| 2 | 6 de octubre de 2022 | Complejo de fútbol, Luque, Paraguay | Argentina | 2 - 0 | 2 - 0     | Juegos Odesur 2022 |
| 3 | 8 de octubre de 2022 | Complejo de fútbol, Luque, Paraguay | Chile     | 1 - 0 | 3 - 0     | Juegos Odesur 2022 |

## Clubes
| Club                   | País     | Año         | Partidos | Goles |
| ---------------------- | -------- | ----------- | -------- | ----- |
| Independiente Medellín | Colombia | 2020 - 2024 | 75       | 9     |
| Grêmio                 | Brasil   | 2024 - act. | 21       | 3     |

## Palmarés

### Títulos nacionales
| Título        | Equipo                 | País     | Año  |
| ------------- | ---------------------- | -------- | ---- |
| Copa Colombia | Independiente Medellín | Colombia | 2020 |

### Títulos internacionales
| Título               | Equipo           | Sede     | Año  |
| -------------------- | ---------------- | -------- | ---- |
| Juegos Sudamericanos | Selección Sub-20 | Asunción | 2022 |